# Šeng Š’-cchaj
Šeng Š’-cchaj (čínsky pchin-jinem Shèng Shìcái, znaky zjednodušené 盛世才, Wade-Gilesova transkripce Sheng Shih-ts’ai; 3. prosince 1895 Kchaj-jüan (provincie Liao-ning) – 13. července 1970 Tchaj-pej) byl vojenský vůdce, jenž spravoval Sin-ťiang (čínsky新疆; pinyin: Xīnjiāng) v období 1933–1944, které bylo poznamenáno sovětským vlivem. Působil také jako ministr zemědělství (1944–1945).

## Život

### Studium a počátek kariéry
Narodil se 3. prosince 1895 do rolnické rodiny, která pocházela z provincie Liao-ning. V mládí absolvoval studia v Šanghaji, poté se vydal studovat národní hospodářství do Tokia. V této době se začaly formovat jeho nacionalistické a zároveň marxistické myšlenky. Po návratu do Číny se roku 1919 účastnil Hnutí čtvrtého května. Ve dvacátých letech vstoupil do armády. V tomto období se opět vydal do Japonska, tentokrát za studiem na vojenské akademii, k čemuž mu pomohl Čankajšek. Sloužil kuomintangské armádě, která usilovala o nacionalistickou vládu v Číně, přestože členem Kuomintangu se kvůli svému marxistickému přesvědčení nestal.

### Vláda v Sin-ťiangu
Roku 1930 byl armádou poslán do Sin-ťiangu, který tou dobou ovládal Ťin Šu-žen. O rok později došlo k ujgurskému povstání, které byli schopni odrazit jen s pomocí Sovětského svazu. Ten si na oplátku vyžádal několik výsad, díky kterým byl schopen kontrolovat téměř celou oblast Sin-ťiangu. Období Šeng Š'-cchajovy vlády se považuje za dobu velkých sovětských vlivů. V Urumči byl přítomen sovětský konzul, bez jehož vědomí nemohl Šeng Š'-cchaj učinit žádné rozhodnutí.
Vlády se chopil 12. dubna roku 1933. Svou politiku definoval šesti základními body: antiimperialismus, vazby se Sověty, rasová a národnostní rovnost, „čistá“ vláda, mír a rekonstrukce oblasti. Sin-ťiang se stal monopolem Sovětů, kteří zde měli bez souhlasu čínské nacionalistické vlády přístup ke všem přírodním zdrojům včetně ropy. Sovětský vliv se tak netýkal pouze armády, nýbrž celého hospodářství. Šeng Š’-cchajova politika však byla silně anti-muslimská a anti-kazašská, zapříčinila proto roku 1937 islámské povstání. Šeng Š’-cchaj jej potlačil a brzy poté začaly ve spolupráci se Stalinem politické čistky, během nichž došlo k zatčení a odstranění údajných spiklenců. Bylo to období, kdy byl Sin-ťiang Sovětským svazem prakticky ovládán navzdory snahám Komunistické strany Číny o znovusjednocení této oblasti s vlastí. Sin-ťiang se ocitá v situaci, kdy byl sovětským loutkovým státem. Roku 1938 Šeng Š’-cchaj navštívil Moskvu a stal se členem Komunistické strany Sovětského svazu.
V prosinci roku 1941 vstoupily Spojené státy americké do války. Šeng Š’-cchaj viděl oslabenou pozici Sovětského svazu, a tak se v myšlenkách vrátil k čínské nacionalistické straně a také se stal členem Kuomintangu. Ze Sin-ťiangu vyhnal sovětské poradce a nechal odstranit mnoho členů Komunistické strany Číny včetně Mao Ce-mina, bratra Mao Ce-tunga. Po sovětském úspěchu v bitvě u Stalingradu se opět obrátil na sovětské síly a poslal v červnu 1943 Stalinovi dopis s žádostí o pomoc. Stalin však odmítl a dopis poslal vůdci strany Kuomintang, Čankajškovi.
Následně je poté roku 1944 Šeng Š’-cchaj zbaven svého úřadu a poslán vykonávat jinou funkci do Čchung-čchingu. Ze Sin-ťiangu si kromě svého majetku odvezl také velké bohatství, kterého za dobu svého tamějšího působení nabyl. V letech 1944-1945 byl Čankajškem jmenován ministrem zemědělství.

### Závěr života
Roku 1949 se společně s armádou Kuomintangu stáhl na Tchaj-wan, kde 13. července 1970 zemřel. Se svou manželkou měli čtyři děti, z nichž dvě byly narozeny za dob jeho působení v Sin-ťiangu.